# Fathia Absie
Fathia Absie (tiếng Somalia: Fadxiya Cabsiiye, tiếng Ả Rập: فتحية إبسيآ) là một nhà văn, nhà sản xuất, diễn viên và nhà làm phim người Somali-Mỹ. Cô đã làm việc với cả hai bộ phim tài liệu, cũng như các câu chuyện hư cấu và xuất bản tiểu thuyết đồ họa "The Imperceptible Peace Maker". Fathia là người đồng sáng lập "Eat With Muslims" là một dự án được thiết kế để đưa người Hồi giáo và người không theo đạo Hồi cùng đến ăn tối và kể chuyện với hy vọng xây dựng cầu nối giữa hàng xóm và cộng đồng của các tôn giáo và văn hóa khác nhau.

## Sự nghiệp
Absie trước đây là một nhân viên xã hội. Cô đã làm việc cho một số tổ chức, bao gồm Ohio Department of Job and Family Services ở Columbus, Ohio, Đại học Washington ở Seattle và Voice of America. Cô chuyển đến Minnesota vào khoảng năm 2010. Absie tự diễn vai của bản thân trong bộ phim của chính cô về mối quan hệ giữa một người đàn ông da trắng và một phụ nữ Mỹ gốc Somalia. Năm 2013, cô gia nhập ECHO, một tổ chức phi chính phủ có trụ sở tại Minnesota phục vụ các cộng đồng người nhập cư.
Năm 2011, Absie phát hành bộ phim tài liệu đầu tiên của cô, Broken Dreams, một bộ phim tài liệu khám phá sự phản đối tập thể chống lại việc tuyển dụng thanh niên Somalia ở bang Minnesota bởi những kẻ cuồng tín tôn giáo. Vụ việc đã mang lại sự chú ý không mong muốn từ chính phủ Hoa Kỳ cho cộng đồng Somalia ở Minnesota và trên toàn quốc. Sau sự mất tích của những người đàn ông trẻ Somalia, FBI đã mở cuộc điều tra chống khủng bố lớn nhất của Mỹ kể từ thảm kịch 9/11. Năm 2014, Absie cũng xuất bản tiểu thuyết đồ họa "The Imperceptible Peacemaker", thông qua Nền tảng xuất bản độc lập CreatSpace. Một câu chuyện ngụ ngôn về công lý cảnh giác, kể về nhân vật siêu anh hùng và một tỷ phú công nghệ tạo ra một bộ đồ cho anh ta có khả năng trở thành một thế lực tàng hình vì sự tốt đẹp, chống lại sự chuyên chế và bất công trên toàn thế giới. Absie cũng làm việc với Twin Cities PBS nơi cô tổ chức vô số chương trình và phim tài liệu Giving Thanks!  2016 Fathia Absie là bộ phim truyền hình của đạo diễn Musa Syeed kể về một người tị nạn Hồi giáo trẻ ở thành phố Minneapolis băng qua những con đường với một con chó đi lạc. Absie đóng vai mẹ của Barkhad Abdirahman. https://www.imdb.com/title/tt5447852/
Năm 2015, Absie phát hành bộ phim thứ hai của cô, kể về câu chuyện hư cấu The Lobby, mà cô đóng vai chính cũng như biên kịch và đạo diễn. Phim được công chiếu tại Liên hoan phim quốc tế tại Minneapolis–Saint Paul vào tháng Tư cùng năm. Đây là một câu chuyện hư cấu về mối quan hệ giữa một người đàn ông da trắng và một người phụ nữ Mỹ gốc Somalian. Tháng 11 năm 2017, Absie tái hợp với Barkhad Abdirahman, đóng cùng anh và người mẹ phong kiến của Faysal Ahmed, tại bộ phim của Eric Tretbar "First Person Plural" với bối cảnh Romeo và Juliet thời hiện đại, với diễn xuất của Faysal Ahmed và Broadway Great, Pearce Bunting và các diễn viên người khác. Absie bắt đầu tiền sản xuất một câu chuyện mang tên "Grapes Of Heaven" với một người phụ nữ người Mỹ gốc Somalia đau khổ và một nhà văn đến thăm thị trấn nhỏ Berbera, Somaliland, nơi một nhà thơ nổi tiếng của Somalia tên Bodheri đã chết vì tình yêu vào những năm 1930.

## Danh sách các phim
- Broken Dreams (2011)
- The Lobby (2015)
- A Stray (2016)

## Tác phẩm
- The Imperceptible Peace Maker (2014)